# Matt Oakley
Matthew Oakley (ur. 17 sierpnia 1977) – angielski piłkarz występujący na pozycji środkowego pomocnika w Exeter City.